# Gahnia
Genre
Classification phylogénétique
Gahnia est un genre regroupant environ 95 espèces de plantes de la famille des Cyperaceae originaires d'Australie et des îles du Pacifique.

## Liste d'espèces
Selon ITIS :
- Gahnia aspera Spreng.
- Gahnia beecheyi Mann
- Gahnia gahniiformis (Gaud.) Heller
- Gahnia lanaiensis O.et I. Deg. & J. Kern
- Gahnia vitiensis Rendle

### Espèces
- Gahnia aspera
- Gahnia beecheyi
- Gahnia filum
- Gahnia gahniiformis
- Gahnia grandis
- Gahnia lanaiensis
- Gahnia radula
- Gahnia siberiana
- Gahnia trifida
- Gahnia vitiensis
- Liste complète